# Nørresø (Kolding)
Nørresø är en sjö i Danmark.   Den ligger i Koldings kommun i Region Syddanmark, i den centrala delen av landet, 200 km väster om Köpenhamn. Nørresø ligger 25 meter över havet. Arean är 0,23 kvadratkilometer. Trakten runt Nørresø består till största delen av jordbruksmark. Den sträcker sig 0,8 kilometer i nord-sydlig riktning, och 0,4 kilometer i öst-västlig riktning. Almind Å är både tillflöde och utflöde för Nørresø.